# 앙리 2세
앙리 2세(Henri II, 1519년 3월 31일 ~ 1559년 7월 10일)는 프랑스의 왕으로, 발루아 왕가의 분파인 발루아-앙굴렘 가문의 두 번째 왕이다. 아버지는 앙굴렘 백작이자 프랑스의 국왕인 프랑수아 1세, 어머니는 루이 12세의 장녀이자 브르타뉴의 여공작(Duchesse de Bretagne)인 클로드 드 프랑스이다.
차남으로 태어나 오를레앙 공작이 되었으나 형인 프랑수아가 급사하자 왕세자가 되어 훗날 앙리 2세로 즉위하였다. 강인한 성격에 스포츠를 즐겼고 기사도에 심취하여 ‘기사왕’이라는 별칭을 얻기도 하였다. 1559년 카토-캉브레지 조약으로 인한 장녀 엘리자베트 드 발루아와 에스파냐 왕 펠리페 2세와의 결혼 및 여동생 마르그리트 드 프랑스와 에마누엘레 필리베르토 디 사보이아 공작과의 결혼을 축하하는 마상 창시합에서 몽고메리 백작 가브리엘의 창에 눈을 맞아 사망하였다.
교황 클레멘스 7세의 중재속에 1533년 이탈리아의 명문 메디치 가문의 카트린과 정략결혼하였다. 카트린은 교황의 재종손녀(再從孫女)이며 이 결혼으로 교황과 함께 황제 카를 5세의 세력을 견제하고자 하였다. 실제 그의 연인은 디안 드 푸아티에(Diane de Poitiers)라는 20세 연상의 귀부인이었으며 그녀의 영향을 크게 받았다.

## 어린 시절

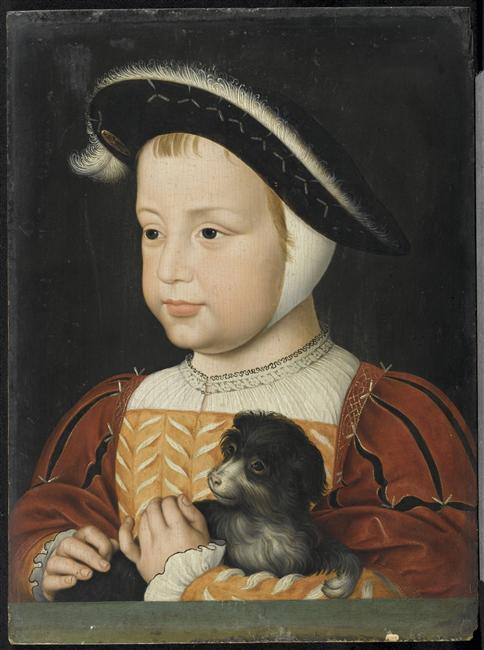
어린 앙리 2세, 장 클루에의 유화, 1520년대, 콩데 미술관.

프랑스 왕의 둘째 아들로 태어난 앙리는 태어나자마자 오를레앙 공작위를 받는다. 앙리라는 이름은 대부이던 잉글랜드 왕 헨리 8세의 이름에서 따온 것이다. 프랑수아 1세와 카를 5세가 맺은 마드리드 조약의 발효로, 앙리는 1526년부터 1530년까지 형 부르타뉴 공이자 왕세자 프랑수아와 함께 인질로서 에스파냐에 머문다. 이 고된 인질 생활은 앙리의 유년기에 있어 큰 영향을 미쳤으며, 이후 앙리는 특히 심기증같은 심리적 후유증을 겪게 된다. 앙리의 성격은 남동생 샤를을 더 총애한 아버지 프랑수아 1세와의 관계를 악화시켰다.
앙리 2세를 두고 마지막 기사왕이라 평한 전설이 있는데 <아마디스 드 골>을 읽으며 인질 기간 중 기사로서 수련했다고 하는 내용이다. 허나 아마디스 드 골이라는 기사 소설은 1540년까지 프랑스어로 번역되지 않았었다. 또한 베네치아의 주프랑스 대사이던 죠반니 카펠로는 “큰 키와 날씬한 몸매, 잘생기고 괜찮은 외모, 조금 갈색인 머리카락”이라며 앙리 2세에 관해 묘사한다. 앙리 2세의 측근, 조아생 뒤 벨레는 <국왕 앙리 2세의 묘>에서, “그의 외모는 부드럽고, 근엄함을 겸비했도다.”라며 단언한다. 아버지 프랑수아 1세하고는 다르게, 앙리 2세는 더 내성적인 성격을 갖고 있었다. 베네치아인 단돌로에 따르면 그는 “잘 웃지 않았고, 수많은 궁정인들에게 웃는 모습을 단 한번도 보여주지 않았다.”
앙리 2세는 1533년 10월 28일 메디치가의 로렌초 2세의 딸로 그의 유일한 재산 상속녀이자 레오 10세의 종손녀(從孫女) 카트린 드 메디시스와 결혼하지만, 앙리 2세의 마음은 15살 때부터 그의 가정교사이자 속내를 털어놓을 수 있는 친구이던 디안 드 푸아티에에게 향하고 있던 것이다. (앙리 2세는 1538년 이후에야 디안과 불륜을 저질렀을 것으로 사료된다)

## 프랑스의 왕

### 새로운 행정

#### 궁정의 변혁
프랑수아 1세가 사망하고 앙리 2세가 즉위한 1547년에는 궁정인들과 왕실 조언가들의 전면적인 경질이 있었다. 권력을 쥔 구 파벌은 가차없이 잘려나갔고, 몇 고위 간부 정치인들은 감옥에 수감되거나 국왕 재판에서 기소당했다. 국정자문회와 명예직은 새 왕의 친척들로 대체되었다.

### 대외 문제

#### 잉글랜드
1548년, 앙리 2세는 프랑스 왕으로서 첫 충돌을 경험하게 된다. 왕세자 프랑수아와 결혼하게 될 스코틀랜드 여왕 메리 스튜어트를 프랑스 궁정에서 받아들인 것에 대하여 격분한 잉글랜드 왕 에드워드 6세와 격돌한 것이다. 스코틀랜드의 어린 여왕은 자신을 에드워드 6세와 강제 결혼을 시키려 하는 잉글랜드군을 피해 프랑스로 망명을 가야만 했다.
핑키 클룩스에게 패배한 스코틀랜드는 프랑스와의 오랜 동맹(Auld Alliance)을 상기하며, 앙리 2세는 프랑스 궁정에 어린 여왕이 온 것을 환영하며 받아들인다. 더욱이, 마리 드 기즈의 딸인 메리 스튜어트는 로렌 공들의 조카로, 앙리 2세에 대한 로렌 공들의 영향이 이 결혼을 성사되게 한 것이다. 1549년과 1550년, 앙리 2세의 군대는 프랑수아 드 기즈와 레오네 스트로치의 지휘하에서 1544년부터 잉글랜드가 지배하고 있던 불로뉴쉬르메르를 공성한다. 1550년 3월 24일 우트로 조약으로 이 도시는 프랑스로 넘어가게 되었고, 앙리 2세는 스코틀랜드를 영향권 아래에 넣게 된다. 이후 1558년 기즈 공의 군대는 프랑스 영토에 남은 마지막 잉글랜드 영토인 칼레를 되찾는다.

#### 합스부르크가
앙리2세는 합스부르크가와의 관계에 있어 선왕 프랑수아 1세의 방식을 이어나갔다.
1551년부터, 앙리 2세는 자신이 왕세자dauphin였을 때부터 면식이 있던 독일의 개혁 군주들에 대한 소식을 들었다. 1552년 1월, 앙리 2세는 샹보르에서 자신에게 신성 로마 제국 내 프랑스어권 도시이자 전통적으로 일정 자치권을 누리고 있던 캉브레, 베르됭, 툴, 메츠(마지막 세 도시는 세 주교령Trois-Évêchés을 구성한다)을 점령하자고 제안한 변경백 알베르트 폰 브란덴부르크를 접견했다. 앙리 2세는 "황제 대리"라는 작위를 얻고자 했을 것이다. 카를 5세에 대항하여 앙리 2세와 개혁군주들간의 동맹을 맺은 샹보르 조약이 1552년 1월 15일 조인되었다.
1552년 3월 프랑스군이 몽모랑시 대장군과 기즈 공작의 지휘하에 주앵빌에 집결하며 “독일 원정”이 막을 열었다. 캉브레, 베르됭, 툴은 저항 한번 없이 프랑스군에게 성문을 열어주었다. 1552년 4월 18일, 앙리 2세는 메츠에 입성한다. 1552년 10월, 카를 5세의 지휘하에 알바 공작 페르디난도 알바레스 데 톨레도는 프랑수아 드 기즈가 지휘하던 소규모 부대가 있던 메츠를 공성한다. 이 공성은 4개월간 계속되었으며, 보병 35,000명, 기병 8,000기, 대포 150문이라는 제국군 병력의 대규모 배치가 있었음에도 불구, 결국 실패로 끝났다.

### 종교 문제

#### 개신교 탄압
마르틴 루터로부터 시작된 종교개혁이 온 유럽을 휩쓸던 시절 그는 1551년 〈샤토브리앙 칙령〉(Édit de Châteaubriant)을 내려 성경과 관련 있거나 제네바에서 출판된 책들은 모두 금서로 규정하였다. 또 종교개혁자들을 체포해 화형 당할 때 소리를 지르지 못하도록 혀를 자르기도 했다. 이러한 극심한 박해에도 불구하고 개신교는 나날이 성장하였다.

### 예술

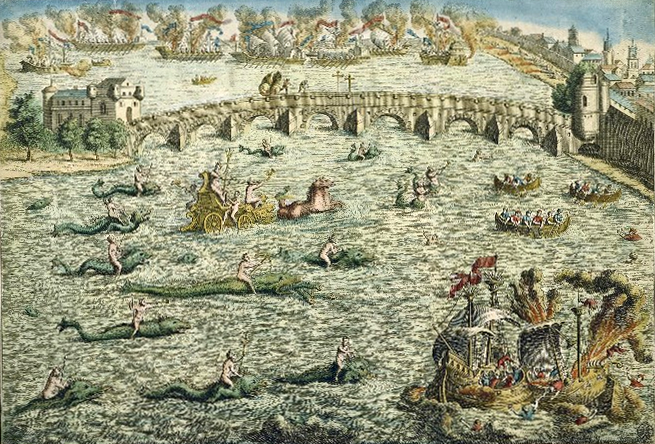
1550년 10월 1일, 앙리 2세의 루앙 행차 중의 항해하는 모습.

또한 앙리 2세는 부친 프랑수아 1세보다는 덜 열정적이었으나 그의 전철을 밟아 예술과 학문 발전을 지원했다. 앙리 2세의 치세에는 특히 행차과 축연을 늘려 왕권을 연출하던 것이 이전과는 다른 이 시대의 새로운 특징이라 할 수 있다. 왕실은 시인, 건축가, 조각가, 화가들을 모아 함께 일하게 하여 무상한 축제를 펼치며 왕권을 강화하였다. 왕의 행차에 관하여, 화려하게 꾸며진 개선문 같은 성문들을 회상하고자 서적들이 편찬되었으며 가끔은 왕이 지나가는 동안 시와 음악의 연주가 동반되었다. 앙리 2세는 또한 명망있는 금세공인들을 불러 호화스런 열병식용 갑옷을 주문했다. 이러한 예술 연출이라는 정책은 부인 카트린 드 메디시스에 의해 앙리 2세가 사망하고 나서도 솜씨좋게 이어지게 된다.

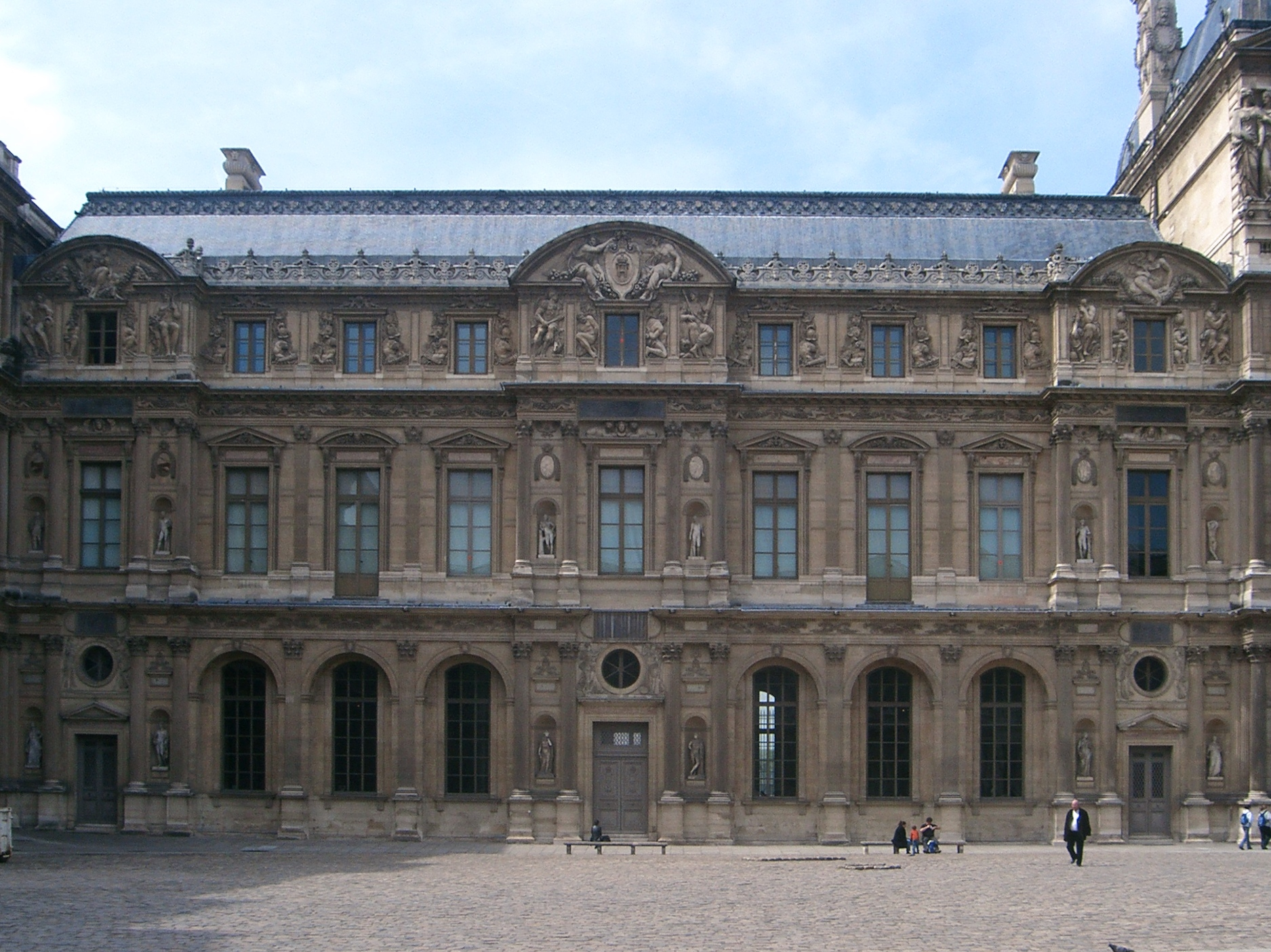
루브르궁의 레스코 날개관.

앙리 2세는 프랑수아 1세의 사망 몇 년 전부터 구상해오던 루브르궁 초안 계획에 손을 대며 건축가 피에르 레스코를 이 작업의 총괄로 삼는다. 그럼에도 앙리 2세의 건축가 편애는 왕의 건축가라는 직위를 처음으로 받아 여러 건축 설계와 성(생모르, 아네, 뫼동 등)의 재건축을 담당하던 프랑스 양식의 창설자, 필리베르 드로르므에 맞춰진다. 항상 건축 계획을 짜던 앙리 2세의 치세에는 장 뷔양트가 에쿠앙 성의 재건축과 샹티이 소성, 생제르맹의 뇌프 성 건축에서 도입한 대 양식l'ordre colossal이 첫 선을 보인다.
루브르의 레스코 날개관에 있는 조각들은 앙리 2세 시대의 조각가이던 장 구종의 작품이다. 이외 16세기의 주요 조각가로는, 프랑스 왕들의 무덤과 횡와상을 조각한 묘석 조각 전문의 제르맹 필롱이 있다.
프랑스 문학은 미셸 드 몽테뉴나 에티엔 드 라 보에시, 그리고 새로운 시(詩) 사조로 피에르 드 롱사르, 조아생 뒤 벨레 등이 속한 플레야드파같은 위대한 작가들이 남긴 작품으로 풍부해졌다.

## 사망
1551년부터 시작된 합스부르크 가문과의 오랜전쟁은 왕실 재정을 악화시켰다. 또한 국내 개신교 확산을 저지하는 것이 더욱 시급한 문제로 떠올랐다. 카를 5세가 은퇴하며 합스부르크 제국이 스페인과 오스트리아로 양분되어버리자 프랑스는 전쟁 지속의 명분이 약해지고 말았다. 1559년 4월에 앙리 2세는 카토-캉브레지 조약을 맺고 종전을 선언했다. 이 조약을 통해 앙리 2세는 잉글랜드가 칼레에 대한 소유권을 주장하지 않는 조건하에 50만 에퀴를 엘리자베스 1세에게 주기로 약속했다. 또한 펠리페 2세와 협상을 통해 프랑스가 점령한 부르고뉴 지역 일부를 유지하는 대신 이탈리아 점령 지역에서 프랑스가 철수하고 더 이상 이탈리아 문제에 개입하지 않기로 결정했다.
카토-캉브레지 조약의 일환으로 1559년 6월 30일 딸 엘리자베트와 펠리페 2세 사이의 결혼 및 여동생 마르그리트와 사부아 공작 엠마뉘엘-필리베르의 결혼이 동시에 거행되었다. 전쟁의 종식과 결혼축하 연회가 성대하게 벌어졌다. 그런데 축하행사중 앙리 2세가 직접 마상 창시합에 참가했다가 심각한 부상을 입고 말았다. 상대였던 몽고메리 백작 가브리엘 드 로르주의 경기용 창이 앙리 2세의 눈을 정통으로 가격하는 사고가 발생하였던 것이다. 앙리 2세는 극심한 두통을 호소하다 결국 7월 10일 사망하였다. 앙리 2세는 죽기직전 가브리엘을 용서하고 대역죄를 묻지 않겠다고 약속했다.

## 자녀
- 프랑수아 2세(1544~1560) 프랑스 국왕
- 엘리자베트(1545~1568) 스페인 왕비
- 클로드(1547~1575) 로렌 공작부인
- 루이(1549)
- 샤를 9세(1550~1574) 프랑스 국왕
- 앙리 3세(1551~1589) 프랑스 국왕
- 마르그리트(1553~1615) 나바라 왕비, 프랑스 왕비
- 프랑수아(1553~1584) 앙주 공작
- 잔(1556)
- 빅투아르(1556)

## 같이 보기
- 앙리 2세 양식 (19세기)
- 프랑스의 영토 형성
- 프랑스 르네상스
- 클레브 공작부인